# جاش چارلز
جاش چارلز (انگلیسی: Josh Charles؛ زادهٔ ۱۵ سپتامبر ۱۹۷۱) هنرپیشه اهل ایالات متحده آمریکا است. وی از سال ۱۹۸۸ میلادی تاکنون مشغول فعالیت بوده است.
از فیلم‌هایی که وی در آن نقش داشته است، می‌توان به انجمن شاعران مرده، پس از زندگی، کارهایی که بعد از مرگت، بزرگسالان مبتدی، به مامان نگو پرستار بچه مرده، خون‌سرد و جهان‌های متقاطع اشاره کرد.